# Теят Пріор
Теят Пріор, також Пропус (Ета Близнят, η Близнят, скорочено Eta Gem, η Gem) — потрійна зоряна система в сузір'ї Близнюків . Це змінна зірка, яку можна побачити неозброєним оком, вона лежить на відстані близько 380 світлових років від Сонця .

## Номенклатура
Eta Geminorum — це позначення Байєра . Традиційні назви Tejat Prior, Propus (від грецького, що означає передня нога) і Praepes і Pish Pai (від перського Pīshpāy, پیش‌پای, що означає передня нога). У 2016 році Міжнародний астрономічний союз організував Робочу групу з імен зірок (WGSN)  для каталогізації та стандартизації власних імен для зірок. Перший бюлетень WGSN за липень 2016 року  включав таблицю перших двох партій назв, затверджених WGSN; який включав Пропус для цієї зірки.
Ця зірка разом з γ Gem (Альхена), μ Gem, ν Gem і ξ Gem (Alzirr) були Al Han'ah, «клеймом» (на шиї верблюда). Вони також були пов’язані з Аль-Нухатай, подвійною формою Аль-Нухат, «верблюжий горб». 

У китайському астрономії Теджат Пріор є єдиним членом сузір'я 钺 ( піньїнь : Yuè, китайська «Бойова сокира»).

## Оточення

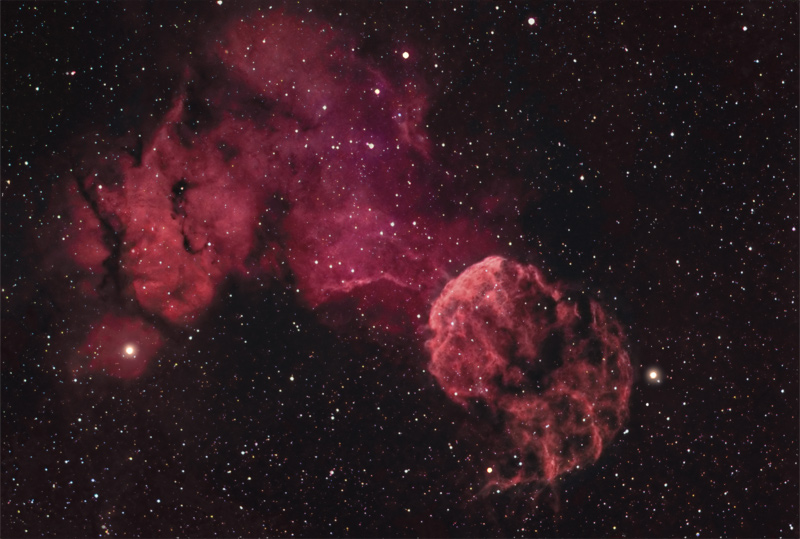
η Gem (праворуч), μ Gem (ліворуч) і туманність між ними

η Geminorum лежить біля підніжжя Касторової сторони Близнюків, приблизно на два градуси на захід від μ Geminorum і на два градуси на південний схід від яскравого відкритого скупчення M35 . Між двома зірками є кілька слабких областей туманності. η Gem знаходиться на захід від залишкової оболонки наднової IC 443 . Далі на схід навколо μ Gem знаходиться емісійна туманність S 249. Між ними знаходиться маленька слабка емісійна туманність IC 444 навколо зорі 7-ї величини 12 Geminorum .
η Geminorum знаходиться на 0,9 градуса на південь від екліптики, тому може бути закритий Місяцем і, рідко, планетами . Останнє закриття планети відбулося 27 липня 1910 року Венерою.

## Варіативність

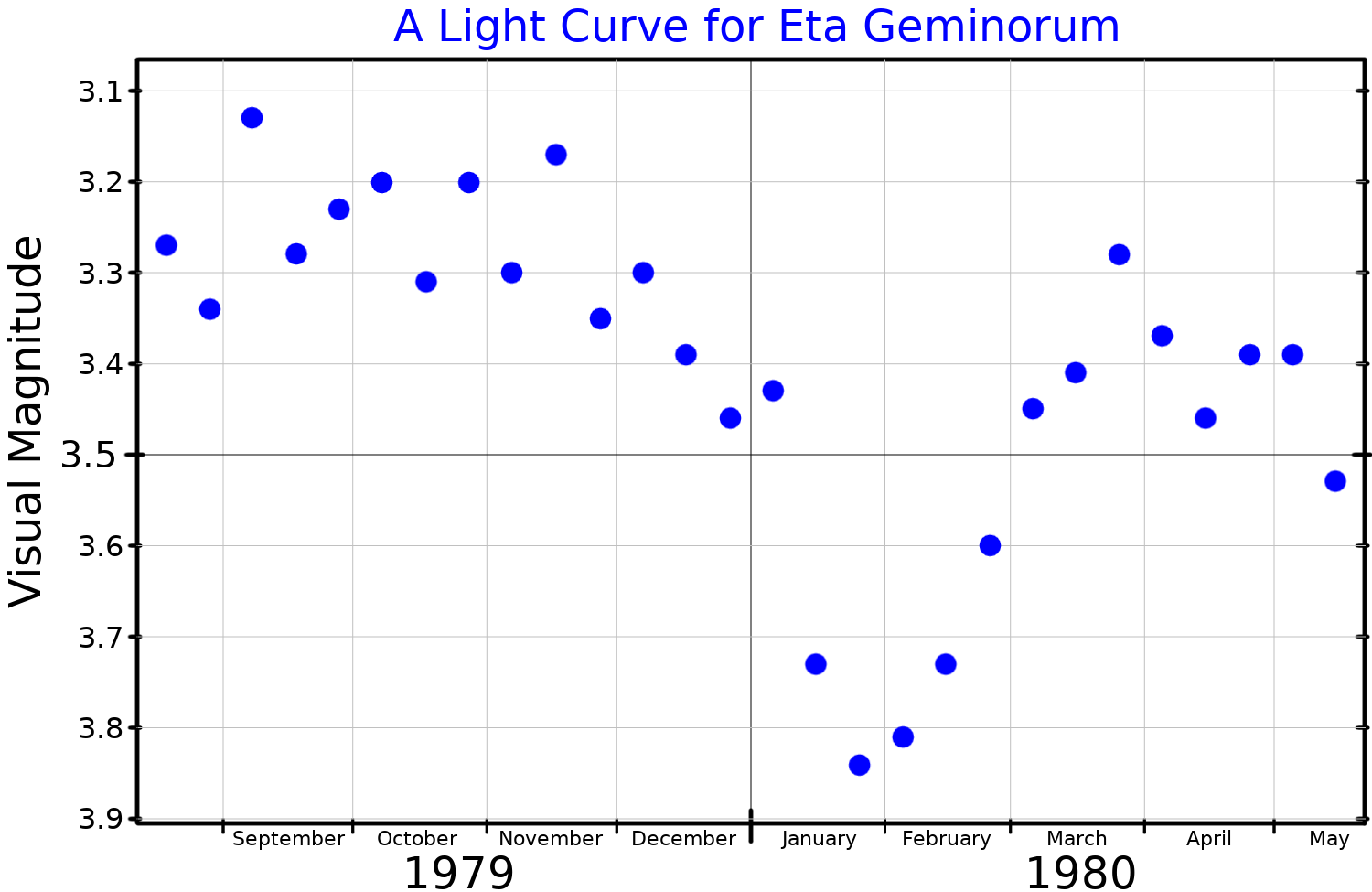
Візуальна смугова крива блиску для затемнення Eta Geminorum 1979-1980 рр.

У 1865 році Юліус Шмідт вперше повідомив, що η Geminorum була змінною зіркою. Варіації світла були описані Шмідтом та іншими спостерігачами як такі, що мають тривалі максимуми постійної яскравості, мінімуми сильно змінюваних розмірів і форми та період близько 231 дня.  Зірку класифікували як напіврегулярну змінну та затемнювальну змінну . Період затемнення був встановлений в приблизно вісім років, що відповідає орбіті невидимого супутника. Спочатку затемнення ставилися під сумнів, але спеціальні проекти дозволили добре спостерігати за затемненнями в лютому 1980 року, квітні 1988 року та жовтні 2012 року. Затемнення мають глибину близько половини зоряної величини та тривалість кількох тижнів.  
Напіврегулярні варіації були класифіковані як тип SRa, що вказує на відносно передбачувану періодичність з деякими варіаціями амплітуди та форми кривої блиску. Ці типи змінних вважаються дуже схожими на міриди , але з меншими амплітудами.  Багато довгоперіодичних змінних демонструють тривалі вторинні періоди, зазвичай у десять разів довші за основний період, але ці зміни не були виявлені для η Geminorum. Основний період уточнено до середнього 234 днів. 

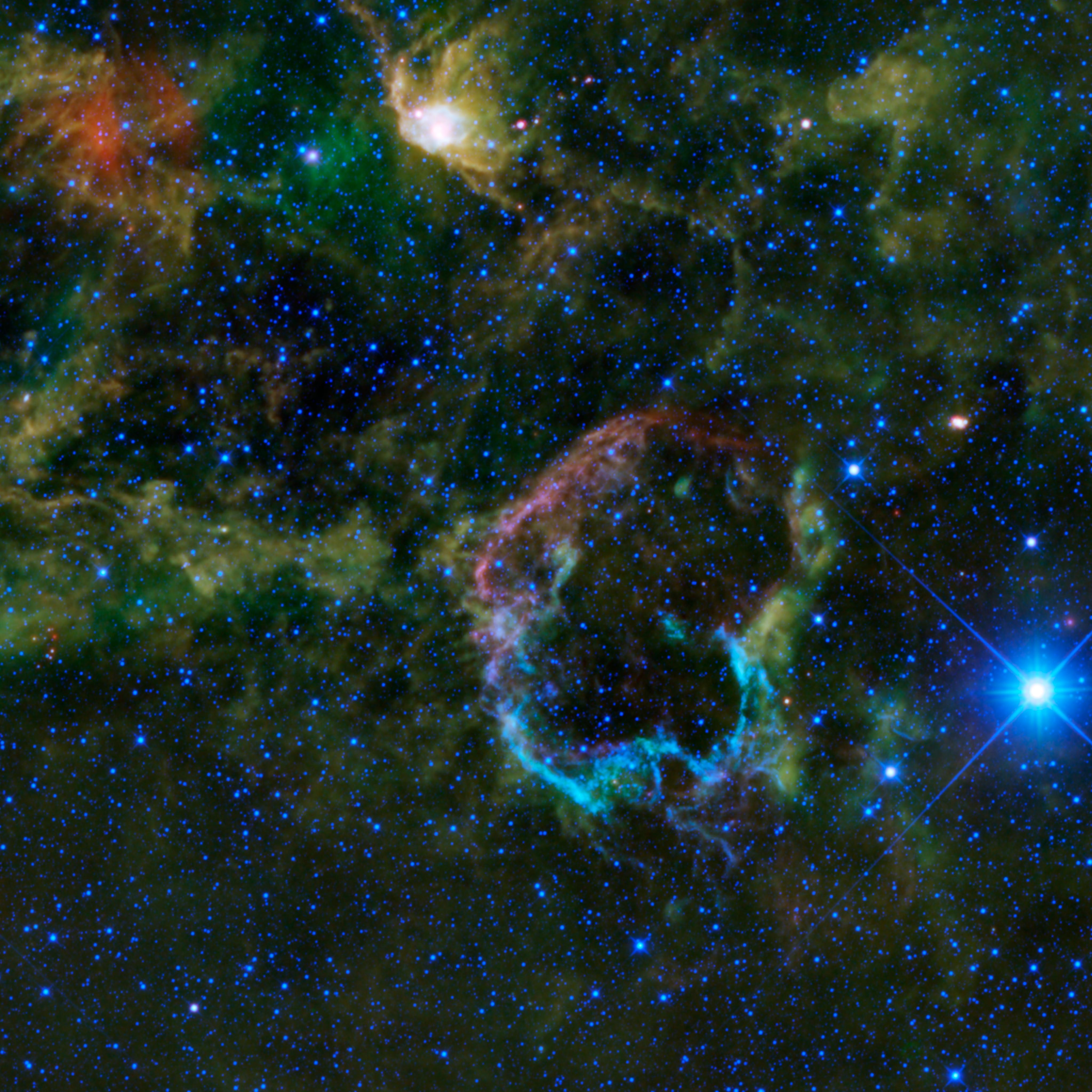
η Gem — це яскрава зірка, яка лежить неподалік від залишку наднової IC 443 (інфрачервоне зображення WISE)

η Geminorum є потрійною системою, де яскрава зірка класу M має близького супутника, відомого лише з варіацій радіальної швидкості, а більш віддаленого супутника можна визначити візуально.
У 1881 році Бернгем помітив, що η Geminorum має близького супутника (η Gem B). У той час відстань становила 1,08 " тепер вона зросла до 1,65", а орбіта, за розрахунками, становить 474 роки і є досить ексцентричною.  Про компаньйона мало що відомо, хоча він 6-ї величини. Йому надано спектральний тип G0 і він вважається гігантом на основі його яскравості. 
У 1902 році Вільям Воллес Кемпбелл повідомив, що η Geminorum A демонструє зміни радіальної швидкості. Припущення полягало в тому, що зірка була спектроскопічно подвійною, хоча період або інші параметри орбіти не були визначені.  Орбіта, розрахована в 1944 році, практично не змінилася сьогодні, з періодом 2983 днів і ексцентриситетом 0,53. Були проведені спостереження, щоб знайти ознаки затемнень, що відповідають виведеній орбіті, але докази вважалися непереконливими, і затемнення були підтверджені лише набагато пізніше. Зважаючи на зовнішній вигляд спектра, спектроскопічний компаньйон є слабшою зіркою M-класу.  Оскільки сама б вторинна зірка була б надто малою, щоб викликати спостережувані затемнення, вона, ймовірно, оточена навколозоряним диском.

## Еволюція
Яскравий головний компонент η Geminorum — це зірка асимптотичної гілки гігантів, що вже проеволюціонувала до гіганта, а під час проходження головної послідовності мала масу 2-8 M☉

## Названі на честь зорі
USS Propus (AK-132) — вантажний корабель ВМС США класу «Кратер», названий на честь зірки.